# Бијас из Приене
Бијас (грчки: Βιας ο Πριηνευς; активан током 6. века пре нове ере) из Приене био је грчки мудрац. Широко је прихваћен као један од седам мудраца Грчке и био је познат по својој поштености.

## Биографија
Бијас је рођен у Приени (данашњи Гулубахче, Турска) и био је Теутамов син. За њега се каже да је био истакнут по својој вештини заступања у својству адвоката и по томе што је заступао и бранио оно што је сматрао за исправно. Позивајући се на то, Демодок са Лероса је изговорио следећу изреку: „Ако си судија, донеси приенску одлуку“, а Хипонакс је рекао: „Моћнији у излагању разлога од Бијаса из Приене“.
Увек се убрајао међу седам мудраца, а Дикеарх га је помињао као једног од четворице којима је једино та титула била универзално дата, а преостала тројица су Талес, Питак и Солон. Сатир га је поставио као водећег међу Седам мудраца, а то је урадио чак и Хераклит, који је излио презир на личности као што су Хесиод и Питагора, је о Бијасу говорио као о „човеку већег обзира од било кога“.  Један од примера његове велике доброте је легенда која каже да је Бијас платио откуп за неке жене које су биле заробљене. Пошто их јеи школовао као своје кћери, послао их је назад у Месину, њихову домовину, њиховим очевима.
Каже се да је Бијас умро у веома поодмаклим годинама док је заступао свог клијента. Пошто је завршио са говором, наслонио је главу на унука. Када је адвокат на супротној страни проговорио, судије су донеле одлуку у корист Бијасовог клијента, а до тада је Бијас умро.  Град му је приредио величанствену сахрану и исписао на његовом гробу: 
Овде Бијас из Приене почива, чије име
је донело његовој домовиви и читавој Ионији славу.
Наводи се да је Бијас написао песму од 2000 стихова о Јонији и начину да је учини просперитетном. 

## Изреке
Диоген Лаертије и други су му приписали многе изреке:
- Све што је моје носим са собом.
- Наивне људе је лако преварити.
- Већина људи је лоша.
- Сви људи су изопачени.
- Тешко је великодушно поднети промену среће на горе.
- Изаберите пут који ћете усвојити са промишљањем; али када сте га усвојили, онда чврсто истрајте у њему.
- Не говори брзо, јер то показује лудост.
- Воли разборитост.
- Говори о боговима онаквима какви јесу.
- Немој хвалити недостојног човека због његовог богатства.
- Узмите убеђивањем, а не силом.
- Негујте мудрост као средство за путовање од младости до старости, јер је трајнија од било које друге имовине.
- Зато уреди своје послове као да ћеш дуго живети, или ускоро умрети.
- Воле као да ће једног дана мрзети, и мрзе као да ће једног дана волети.[8]
- Позиција ће показати какав је човек.[9]

## Биста у Ватикану
У априлу 1819, Шопенхауер је написао у свом Reisebuch [Дневнику путовања]: „У Ватикану [Дворани филозофа] постоји биста Бијаса са натписом πλειστοι ανθρωποι κακοι [већина људи је лоша]. максима."